# Ivan Stevanović (kézilabdázó)
Ivan Stevanović (Fiume, 1982. május 18.) horvát válogatott kézilabdázó, kapus.

## Pályafutása

### Klubcsapatokban
Ivan Stevanović 1982. május 18-án született Fiumében. Pályafutása elején a Trsat, a Pećine, majd az RK Zamet játékosa volt. Nyolc éves korától kezdve úszott a kézilabda mellett, csak később választotta az utóbbi sportágat.
A Trsat ifjúsági csapataiban öt éven át játszott, a Pećine színeiben az 1.B-bajnokságban kézilabdázott, mielőtt 2010-ben az RK Zamethez igazolt volna. Itt a kezdeti években jobbára a rutinos Valter Matošević cseréjeként számítottak a játékára.
Hét éven át szerepelt a csapatban, szerepelt a Kupagyőztesek Európa-kupájában és az EHF-kupában és három alkalommal bejutott a Horvát Kupa döntőjébe is. 
2007-ben az RK Porečhez szerződött és döntő szerepet játszott a csapat nagyszerű hazai és nemzetközi szereplésében is. 2009-ben az előző évben nyújtott teljesítményéért Poreč városának legjobb férfi sportolójának választották. A 2009-2010-es szezont a szlovén Krško együttesénél töltötte, ahol Željko Babić volt az edzője.
Stevanović 2010-ben visszatért Zametbe. Két idényt töltött a csapatban, majd az RK Zagreb játékosa lett. Első szezonjában SEHA-liga-győztes lett a csapattal, valamint az ott töltött öt év alatt ötször volt bajnok és kupagyőztes a fővárosiakkal. 
2016. december 5-én hivatalosan is bejelentették, hogy a svájci Kadetten Schaffhausenben folytatja pályafutását.
2019 nyarától a lengyel Wisła Płock játékosa.

### A válogatottban
Stevanovićot először Lino Červar hívta meg a horvát válogatott keretébe 2007-ben.
2013-ban, már Slavko Goluža irányításával a 2013-as Mediterrán játékokon ezüstérmet szerzett a csapattal, a döntőben Egyiptomtól szenvedett vereséget a horvát válogatott.
A 2016-os Európa-bajnokságon a sérült Filip Ivić helyettesítésére került a csapatba és bár először Mirko Alilović mögött második számú kapusnak számított, végül döntő érdemeket szerzett abban, hogy a horvát válogatott bronzérmet szerzett a tornán. Ugyanebben az évben részt vett a riói olimpián, ahol a horvát válogatott az ötödik helyen végzett.
A 2017-es világbajnokságon is szerepelt, a chileiek elleni csoportmérkőzésen gólt is szerzett. Fontos szerepet játszott a Spanyolország elleni negyeddöntős győzelemben is. A horvátok végül negyedikek lettek a tornán.
A 2019-es világbajnokságot követően visszavonult a nemzeti csapatban való szerepléstől.

## Család
Nős, felesége Ivana, fiúgyermekük Vigo.

## Sikerei, díjai
Zamet
- Horvát Kupa-döntős: 2000, 2001, 2012

PPD Zagreb
- Horvát bajnok: 2012–13, 2013–14, 2014–15, 2015–16, 2016–17
- Horvát Kupa-győztes: 2013, 2014, 2015, 2016, 2017
- SEHA-liga-győztes: 2012–13

Kadetten Schaffhausen
- Svájci Szuperkupa-győztes: 2017

- Az év férfi sportolója Porečban – 2008
- A horvát bajnokság legjobb százalékos mutatója a 9 méteren kívüli lövésekkel szemben a 2010–11-es szezonban – 6,30 avg
- A horvát bajnokság legtöbb védése a 9 méteren kívüli lövésekkel szemben a 2010–11-es szezonban – 170[18]
- A Horvát Kupa legjobb kapusa – 2012
- A Schlecker-kupa legjobb kapusa – 2013
- SEHA-liga, a legtöbb védés, 2013–14-es szezon – 90 védés[19]
- SEHA-liga, a legjobb mutatóval rendelkező kapus, 2013–14-es szezon – 56,4%[20]
- A 2016-os Európa-bajnokság második legjobb mutatóval rendelkező kapusa – 37%[21]
- SEHA-liga, legjobb kapus, 2015–16-os szezon[22]
- A Sportske novosti és a Horvát Kézilabda-szövetség szavazásán 2016 második legjobb kézilabdázója[23]
- SEHA-liga, legjobb kapus, 2016–17-es szezon[24]
- 2018-as Európa-bajnokság, a mérkőzés legjobbja a norvégok ellen találkozón[25]